# Stazione di Piedimonte San Germano-Villa Santa Lucia
La stazione di Piedimonte San Germano-Villa Santa Lucia è stata la prima stazione ferroviaria a servizio dei comuni di Piedimonte San Germano e Villa Santa Lucia, in esercizio fino alla fine del 2000.

## Storia
La stazione di Piedimonte, originariamente proposta per essere costruita al chilometro 141+378, venne inaugurata il 3 maggio 1920 come fermata al chilometro 130+592, protetta da segnalamento di 2ª categoria semaforico collocati a 600 m dall'asse del fabbricato viaggiatori e con circuito telegrafico incluso, abilitata per servizio passeggeri, bagagli e cani.
Nel 1938 venne rinominata da Piedimonte-San Germano a Piedimonte-Villa Santa Lucia.
Venne elevata a stazione negli anni '70 grazie all'incremento del traffico merci con l'inaugurazione degli stabilimenti FIAT e Sada, raccordati alla stazione tramite due binari.
Negli anni '90, vista la scarsità di traffico viaggiatori e l'abbondanza di quello merci, si decise di iniziare la costruzione di un nuovo impianto incentrato più su quest'ultimo, posto a poca distanza lato Roma.
Declassata a posto di movimento per pochi mesi, rimase in esercizio fino al 15 ottobre del 2000 quando questa e la stazione di Aquino-Castrocielo-Pontecorvo vennero sostituite dal nuovo impianto. Risultava inoltre già impresenziata a fine anni '90, con altre sei stazioni nel tratto tra Roma e Caserta.
In seguito il fabbricato viaggiatori venne recuperato dalla Protezione Civile e ora ospita la loro sede.

## Strutture e impianti
La stazione, posta a 5 km dal centro abitato, era composta di un fabbricato viaggiatori - originariamente casa cantoniera - doveva aveva sede la dirigenza del movimento e ospitante una sala d'attesa interna, ed un fabbricato posto lato Cassino per i servizi igienici.
Disponeva di due binari entrambi serviti da banchine, delle quali solo quella del primo binario risulta presente ma in stato di abbandono, e di un binario di raccordo per le vicine industrie FIAT e Sada.

## Movimento
La stazione era interessata da sia traffico viaggiatori e merci, quello viaggiatori calante verso la fine dell'esercizio e quello merci sempre molto attivo sin dall'attivazione degli stabilimenti attigui. Negli ultimi mesi di attività il traffico passeggeri cessò definitivamente data la trasformazione in posto di movimento.

## Servizi
La stazione, prima della soppressione, disponeva dei seguenti servizi:
- Sala d'attesa
- Servizi igienici

In aggiunta, aveva un parcheggio antistante il fabbricato viaggiatori e disponeva di annuncio sonoro per l'arrivo dei treni.

## Interscambi
La stazione, prima della chiusura, permetteva i seguenti interscambi:
- Fermata autobus